# Volodymyr Korotkov
Volodymyr Vasylovych Korotkov –en ucraniano, Володимир Васильович Коротков– (15 de octubre de 1963) es un deportista ucraniano que compitió en vela en la clase Soling.
Ganó dos medallas de plata en el Campeonato Mundial de Soling, en los años 1998 y 2000, y cuatro medallas en el Campeonato Europeo de Soling, en los años 1996 y 2000. Participó en tres Juegos Olímpicos de Verano, entre los años 1992 y 2000, ocupando el séptimo lugar en Atlanta 1996 en la clase Soling.

## Palmarés internacional
| \| Campeonato Mundial \| Campeonato Mundial \| Campeonato Mundial \| Campeonato Mundial \| \| Año \| Lugar \| Medalla \| Clase \| \| ------------------ \| -------------------------- \| ------------------ \| ------------------ \| \| 1998 \| Milwaukee (Estados Unidos) \| Medalla de plata \| Soling \| \| 2000 \| Murcia (España) \| Medalla de plata \| Soling \| \| Campeonato Europeo \| \| \| \| \| Año \| Lugar \| Medalla \| Clase \| \| 1996 \| Balatón (Hungría) \| Medalla de oro \| Soling \| \| 1998 \| Izola (Eslovenia) \| Medalla de oro \| Soling \| \| 1999 \| Sandefjord (Noruega) \| Medalla de plata \| Soling \| \| 2000 \| La Rochelle (Francia) \| Medalla de bronce \| Soling \| |                            |                   |        |
| Campeonato Mundial |                            |                   |        |
| Año | Lugar                      | Medalla           | Clase  |
| 1998 | Milwaukee (Estados Unidos) | Medalla de plata  | Soling |
| 2000 | Murcia (España)            | Medalla de plata  | Soling |
| Campeonato Europeo |                            |                   |        |
| Año | Lugar                      | Medalla           | Clase  |
| 1996 | Balatón (Hungría)          | Medalla de oro    | Soling |
| 1998 | Izola (Eslovenia)          | Medalla de oro    | Soling |
| 1999 | Sandefjord (Noruega)       | Medalla de plata  | Soling |
| 2000 | La Rochelle (Francia)      | Medalla de bronce | Soling |